# Immortal Pride
Immortal Pride – czwarty album studyjny polskiej grupy muzycznej Graveland. Wydawnictwo ukazało się w 1998 roku nakładem wytwórni muzycznej No Colours Records. Nagrania zostały zarejestrowane pomiędzy majem a październikiem 1998 roku w Eastclan Forge Studio oraz Tuba Studio.

## Lista utworów
Opracowano na podstawie materiału źródłowego.
1. „Intro (Day of Fury)” (sł. Rob Darken. muz. Rob Darken) – 03:21
2. „Sons of Fire and Steel / Outro (Servants of War)” (sł. Rob Darken. muz. Rob Darken) – 23:39
3. „Sacrifice for Honour” (sł. Rob Darken. muz. Rob Darken) – 16:26
4. „Outro (To Die in Glory)” (sł. Rob Darken. muz. Rob Darken) – 07:01

## Twórcy
Opracowano na podstawie materiału źródłowego.
- Robert „Rob Darken” Fudali – inżynieria dźwięku, miksowanie, śpiew, gitara elektryczna, gitara basowa
- Maciej „Capricornus” Dąbrowski – perkusja
- Grzegorz Czachor – inżynieria dźwięku, miksowanie
- Swarog Mag. – okładka, oprawa graficzna
- Raborym – zdjęcia

## Wydania
| Rok  | Nr katalogowy | Format | Wytwórnia                  | Region            | Źródło |
| ---- | ------------- | ------ | -------------------------- | ----------------- | ------ |
| 1998 | NC 025        | LP     | No Colours Records         | Niemcy            | [ 3 ]  |
| 1998 | NC 025        | CD     | No Colours Records         | Niemcy            | [ 3 ]  |
| 1999 | East 011      | CS     | Eastclan Records           | Polska            | [ 3 ]  |
| 2000 | C.A. 027      | CS     | Counter Attack Productions | Bułgaria          | [ 3 ]  |
| 2001 | 14 kol        | CS     | Kolovrat                   | Ukraina           | [ 3 ]  |
| 2010 | FPR022        | CD     | Forever Plagued Records    | Stany Zjednoczone | [ 3 ]  |